# Irish soft coated wheaten terrier
El Irish Soft Coated Wheaten Terrier es una raza de perro originaria de Irlanda. Hay cuatro variedades: tradicional irlandesa, pesada irlandesa, inglesa y estadounidense. Estos perros tienen una capa única que arroja poco pelo, por lo que puede ser tolerado más fácilmente por personas alérgicas a otras razas.

## Historia
Esta raza fue criada en Irlanda para ser un perro de granja de uso múltiple, cuyas funciones habría incluido observación y vigilancia de ganado. Se cree que está relacionado con el Kerry Blue Terrier. Hoy compiten en la obediencia, la agilidad y el seguimiento y se utilizan a veces en terapia asistida por animales. 
A pesar de su larga historia, no fue reconocido como una raza en Irlanda por el Kennel Club Irlandés hasta 1937. En 1943, el Club Británico Kennel club reconoció la raza en el Reino Unido. Los primeros Wheatens fueron exportados a los Estados Unidos en la década de 1940, pero el serio interés en la raza tardó diez años en desarrollarse. Por último, en 1973, fueron reconocidos por el American Kennel Club. En la década de 1970, los Wheatens fueron importados en Australia por Anubis Kennels, desde entonces se han importado muchos más. Una reciente importación de perros de estilo irlandés han mejorado y ampliado su patrimonio genético.

## Descripción

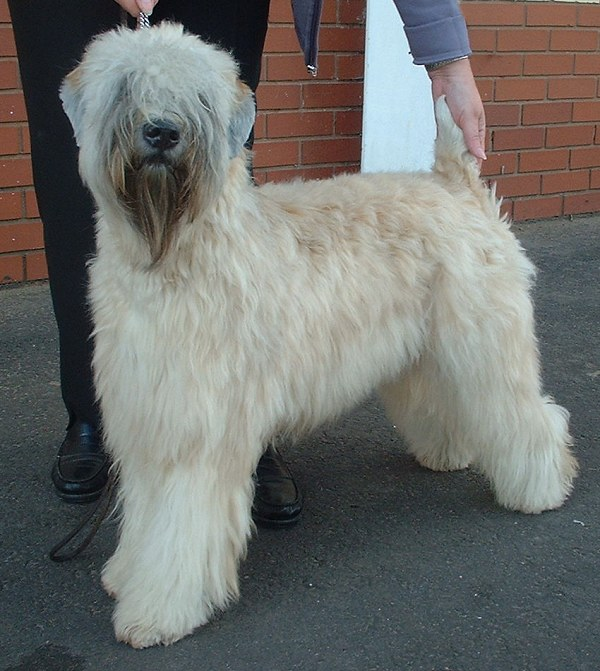

El Irish Soft Coated Wheaten Terrier es un perro firme, equilibrado, de dorso recto y de pecho profundo. Tiene una cabeza rectangular y bien proporcionada con un stop definido. Sus ojos tienen una forma algo almendrada y las orejas son pequeñas y dobladas ligeramente hacia delante. En los países en los que está permitido, el Wheaten suele llevar la cola cortada. Tiene un pelo suave, sedoso y de color trigo, que se le puede arreglar o no.

## Salud

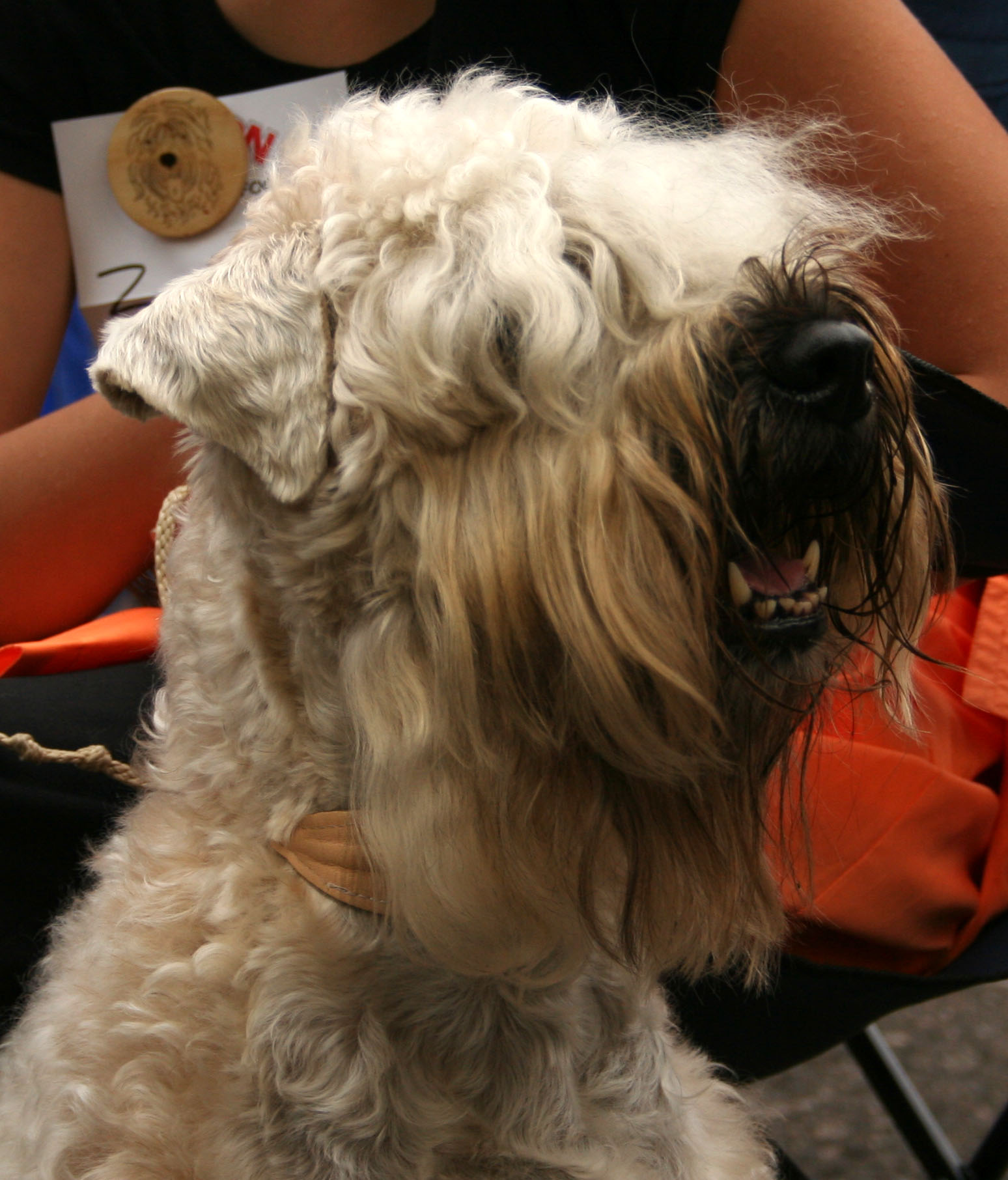

Son generalmente una raza de larga duración. Son susceptibles a varias enfermedades hereditarias, aunque son más conocidos por perder proteínas: proteínas nefropatía (PLN), donde el perro pierde proteínas a través de los riñones; y proteína Enteropatía (PLE), donde el perro es incapaz de absorber completamente la proteína en su intestino, causando que pase a sus heces. PLN y PLE son potencialmente fatales, pero si se detecta con antelación suficiente, a veces pueden manejarse con cambios en la dieta estrictos y los productos farmacéuticos. Existen pruebas de laboratorio que pueden ayudar en el diagnóstico de PLN y PLE. Estas condiciones tienen un modo desconocido en la herencia, pero existen programas de investigación, principalmente en los Estados Unidos y en el Reino Unido.
Otras cuestiones de salud son displasia renal, enfermedad inflamatoria intestinal, enfermedad de Addison y cáncer. Algunos Wheatens también pueden sufrir de alimentos y medioambientales de las alergias. Los propietarios potenciales deben discutir las cuestiones de salud antes de decidirse a obtener un cachorro. También son propensos a desarrollar una enfermedad de la piel llamada Dermatitis atópica.

## Cruces de razas
Esta raza extraoficialmente se cruza con el Caniche estándar para crear la raza mixta conocida como el Whoodle, y se cruza con el Beagle para crear la raza mixta conocida como "Wheagle". También se cruza con el galgo para obtener la raza mixta llamada Lurcher.